# مدال پیروزی جنگ جهانی اول
مدال پیروزی جنگ جهانی اول (به انگلیسی: World War I Victory Medal) (که قبل از تأسیس مدال پیروزی جنگ جهانی دوم در سال ۱۹۴۵ به عنوان مدال پیروزی شناخته می‌شد) یک مدال خدمات ایالات متحده بود که توسط جیمز ارل فریزر (مجسمه‌ساز آمریکایی) از شهر نیویورک و تحت هدایت کمیسیون هنرهای زیبا طراحی شد.
مدال پیروزی در ابتدا قرار بود طبق یک قانون کنگره ایجاد شود. با این حال، لایحه مجوز دادن به مدال هرگز تصویب نشد، بنابراین ادارات نظامی باید آن را از طریق دستورهای عمومی ایجاد می‌کردند. وزارت جنگ در آوریل ۱۹۱۹ و نیروی دریایی در ژوئن همان سال دستورها را منتشر کردند.

## معیارهای دریافت
مدال پیروزی به پرسنل نظامی برای خدمت بین ۶ آوریل ۱۹۱۷ تا ۱۱ نوامبر ۱۹۱۸ یا نیروهای اعزامی با یکی از شرایط زیر اعطا شد:
- نیروهای اعزامی آمریکا در روسیه اروپایی بین ۱۲ نوامبر ۱۹۱۸ و ۵ اوت ۱۹۱۹.
- نیروهای اعزامی آمریکایی سیبری بین ۲۳ نوامبر ۱۹۱۸ و ۱ آوریل ۱۹۲۰.[۲]

## طراحی و شکل
در قسمت جلوی مدال برنز یک ویکتوریای بالدار که سپر و شمشیر در جلوی آن نگه داشته شده‌است. پشت مدال نوشته "جنگ بزرگ برای تمدن" با حروف بزرگ در امتداد بالای مدال منحنی شده‌است. در امتداد پایین پشت مدال شش ستاره، سه ستاره در هر طرف ستون مرکزی قرار دارد. بالای عصا دارای یک توپ گرد در بالا و بالدار در طرفین است. عصا بالای یک سپر است که در سمت چپ عصا "U" و در سمت راست
آن "S" نوشته شده‌است. در سمت چپ، کشورهای متفقین جنگ جهانی اول را در هر خط فهرست می‌کند: فرانسه، ایتالیا، صربستان، ژاپن، مونته‌نگرو، روسیه و یونان. در سمت راست ستاد اسامی دیگر کشورهای متفقین هم بدین شکل نوشته شده‌است: بریتانیای کبیر، بلژیک، برزیل، پرتغال، رومانی (به جای O با U نوشته می‌شود) و چین.